# Tetreres varians
Tetreres varians är en ringmaskart som först beskrevs av Treadwell 1901.  Tetreres varians ingår i släktet Tetreres och familjen Sabellariidae.
Artens utbredningsområde är Mexikanska golfen. Inga underarter finns listade i Catalogue of Life.